# Bună seara, Irina!
Bună seara, Irina!, menționat în unele surse ca Bună seara, Irina, este un film românesc din 1980 regizat de Tudor Mărăscu. Rolurile principale au fost interpretate de actorii Ștefan Iordache, Valeria Seciu și Emil Hossu.

## Distribuție
Distribuția filmului este alcătuită din:
- Ștefan Iordache — Victor Ionescu, căpitanul secund al navei „Reșița”, recent numit în funcția de comandant al navei „Deva”
- Valeria Seciu — Irina Ionescu, soția lui Victor, proiectantă în cadrul companiei Navrom
- Emil Hossu — Mircea Caropol, inginer șef al Flotei Civile, fostul iubit al Irinei
- Sebastian Papaiani — Costică Donciu, marinar pe nava „Reșița”
- Tănase Cazimir — Stere, profesor la Institutul de Marină, căpitanul portului Constanța
- Lucian Iancu — Neagu, ofițer de marină, directorul companiei Navrom
- Brândușa Zaița Silvestru — Leni, soția lui Valeriu, subalterna lui Mircea
- Radu Panamarenco — Valeriu, ofițer de marină, soțul lui Leni
- Mircea Cosma — Popovici, căpitanul secund al navei „Deva”
- George Bănică — Naicu, ofițer de marină pe nava „Reșița”
- Constantin Cojocaru — Barbu, marinar pe nava „Reșița”
- Dionisie Vitcu — Trancă, marinar pe nava „Deva”
- Mihail Stan — nea Pandele, comandantul navei „Reșița”
- Dorel Vișan — Gică Amariei, scafandrul din portul Constanța
- Mihai Dobre
- Ion Anghel — Obră, bucătarul de pe nava „Reșița”, cu o soție însărcinată
- Mircea Dumitru
- Bogdan Carp — Neluțu, copilul lui Valeriu și Leni
- Dan Condurache — Mihai Guneș, ofițer III punte pe nava „Deva”
- Ion Anestin — marinar pe nava „Reșița”
- Emil Sassu (menționat Emil Sasu)
- Iulia Vraca
- Valeriu Nuțescu
- Titus Gurgulescu (menționat Titi Gurgulescu)
- Constantin Guțu
- Adrian Vișan
- Vasile Hariton — marinar pe nava „Reșița”
- Ana Mirena
- Diana Cheregi
- Vasile Dinescu
- Radu George Menelas
- Ion Chițoiu
- Georgeta Nicolau
- Gina Trandafirescu
- Alexandru Mereuță
- Mircea Romanescu
- Constantin Duicu
- Victor Imoșanu
- Alexandru Dan Gomoescu
- Ștefan Chivu
- Gheorghe Pufulete
- Andrei Caraiani
- Liviu Moroșanu
- Epifanie Crețu
- Pavel Oprea